# Jardin Alice-Saunier-Seïté
Jardin Alice-Saunier-Seïté, dříve Jardin de la rue Visconti (Zahrada v ulici Visconti) je veřejný park, který se nachází v Paříži v 6. obvodu v ulici Rue Visconti mezi domy č.p. 8 a 12. Park byl vybudován v roce 2000 a se svými 80 m2 je nejmenším parkem v Paříži. Park byl původně pojmenován podle ulice dle francouzského architekta Louise Viscontiho. V lednu 2017 byl park pojmenován po političce Alice Saunier-Seïté (1925–2003).